# 保琳·杜克鲁特
保琳·格蕾丝·马古伊·杜克鲁特（Pauline Grace Maguy Ducruet，1994年5月4日—），生于摩纳哥蒙特卡洛格蕾丝王妃医院，摩纳哥亲王王室成员。是摩纳哥公主斯蒂芬妮与第一任丈夫丹尼尔·杜克鲁特的女儿。她也是现时摩纳哥亲王位第十一顺位继承人。